# Tortolena glaucopis
Tortolena glaucopis là một loài nhện trong họ Agelenidae.
Loài này thuộc chi Tortolena. Tortolena glaucopis được Frederick Octavius Pickard-Cambridge miêu tả năm 1902.